# Experimentum crucis
Experimentum crucis (вирішальний дослід; буквально «дослід хреста», іноді також кажуть «критичний експеримент») — експеримент, результат якого однозначно визначає, чи є конкретна теорія або гіпотеза вірною. Цей експеримент повинен дати вгаданий результат, який не може бути виведений з інших, загальноприйнятих гіпотез і теорій. Термін «експеріментум круціс» введений Френсісом Беконом. Карл Поппер вважав наявність «експеріментум круціс» критерієм достовірності наукового знання.
Постановка такого експеримента вважається необхідною умовою для прийняття конкретної гіпотези або теорії до складу загальновизнаного корпусу наукових знань. В історії науки нерідкі випадки, коли теорія розробляється у всій повноті ще до постановки критичного експеримента. Теорія, що узгоджується з уже відомими експериментами, але не видала поки свій критичний експеримент, зазвичай вважається такою, що заслуговує подальших досліджень — для пошуку можливості експериментальної перевірки.
Для ХХ століття знаменитим прикладом experimentum crucis явилася експедиція на острів Принсіпі біля узбережжя Африки, розпочата в 1919 році Артуром Еддінгтоном для вимірювання положень зірок, що знаходяться поруч з Сонцем під час сонячного затемнення. Спостереження положень зірок підтвердили існування  гравітаційного лінзування, передбаченого  Альбертом Ейнштейном в опублікованій в 1915 році  загальної теорії відносності. Спостереження Еддінгтона стали першим вагомим підтвердженням теорії Ейнштейна.
У деяких випадках висунута теорія може спиратися на раніше отримані експериментальні результати, якщо жодна існуюча теорія не може дати їм пояснення. Прикладом може послужити здатність  квантової гіпотези, запропонованої в 1900 році Максом Планком, пояснити спостережуваний спектр  абсолютно чорного тіла — експериментальний результат, що йде врозріз з передбаченнями  класичного закону Релея — Джинса. Однак такі випадки не вважаються досить сильним доказом для остаточного прийняття нової теорії. У прикладі з  квантовою механікою для повного її визнання знадобилося успішне підтвердження теорії новими виправданими прогнозами, такими як відкриття позитрона або досліди по  дифракції електронів.
Учень Поппера Імре Лакатос доводив, що поняття experimentum crucis є фікцію. Суперечки теорій не вирішуються і не можуть бути вирішені за допомогою експериментів. Останні можуть, щонайбільше, схилити наукове співтовариство до вибору тієї чи іншої наукової теорії. «Немає нічого такого, що можна було б назвати вирішальними експериментами».